# Seebenstein
Seebenstein là một thị xã thuộc huyện Neunkirchen trong bang Niederösterreich.